# 信城君
信城君（韓語：신성군，1578年—1592年），名李珝（韓語：이후），是朝鮮宣祖與仁嬪金氏的次子，在宣祖所有庶子中排行第四。

## 生平
宣祖因為非常寵愛仁嬪金氏，對信城君愛屋及烏，相當的疼愛，一度想立他為王世子，但在壬辰倭亂時為求穩定民心，仍選擇立較年長的光海君李琿為世子。信城君在跟隨宣祖避難到義州時因病去世，年僅十四歲，宣祖與仁嬪金氏均相當悲痛。
信城君在宣祖年間出繼伯公福城君李嵋，由於他沒有後嗣，其弟定遠君的嫡三子綾昌君李佺被過繼成為他的養子，但是李佺在光海君年間被指謀反而自殺。仁祖八年（1630年），將慶昌君李珘的第三子李俅定為信城君的後嗣，封平雲君。

## 家庭
- 父：朝鮮宣祖
- 母：仁嬪金氏
  - 兄：義安君李珹
  - 弟：元宗大王李琈
  - 妹：貞慎翁主
  - 妹：貞惠翁主
  - 妹：貞淑翁主
  - 弟：義昌君李珖
  - 妹：貞安翁主
  - 妹：貞徽翁主
- 岳父：申砬（1546年－1592年）
  - 妻：郡夫人 平山申氏(1578-1622)
    - 女，適安弘量。
      - 外孫：安鈸
      - 外孫：安鈜

    - 嗣子：平雲君李俅（1624-1662）
      - 孙：李瀁이양
      - 孙：晋平君李李澤

## 附註
1. ↑  .   [2013-08-26]. （原始内容存档于2020-04-18）.
2. ↑  宣祖在明宗時期曾被過繼給福城君。
3. ↑  《宣祖修正實錄》5卷,4年(1571年)8月1日(庚寅)3번째기사
4. ↑  信城君的異母弟，貞嬪洪氏所出。